# Michael Bußer

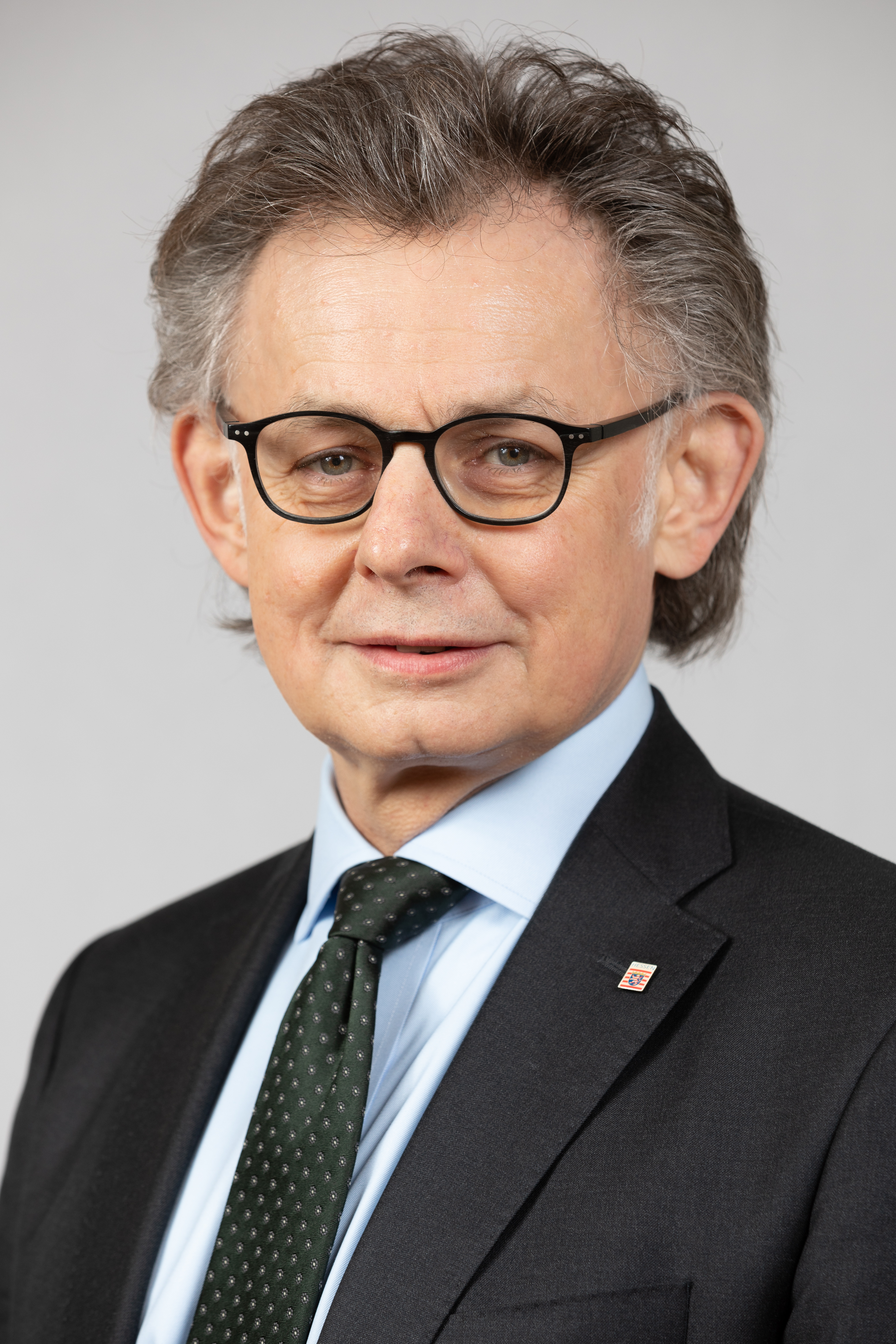
Michael Bußer, 2019

Michael Bußer (* 15. November 1960 in Offenbach am Main) ist ein deutscher Politiker (CDU). Von 2010 bis 2022 war er Staatssekretär in der Hessischen Staatskanzlei und Sprecher der Hessischen Landesregierung. Seit Mai 2023 ist er als Senior Advisor in der Politikberatung creategy tätig.

## Werdegang
Nach seinem Abitur (1980) am Einhard-Gymnasium in Seligenstadt machte Bußer an der Hessischen Polizeischule in Wiesbaden bis 1983 eine Ausbildung zum Kriminalbeamten. Anschließend arbeitete er bis 1988 als Kriminalbeamter im Polizeipräsidium Frankfurt am Main. Danach ließ er sich für ein Studium in Journalistik und Geschichte, mit Zusatzstudium in Politikwissenschaften, an der TU Dortmund freistellen. Das Studium beendete er 1993. Von 1990 bis 1991 war Bußer als Volontär bei der Neue Ruhr Zeitung/Neue Rhein Zeitung in Essen. Von 1993 bis 1999 war Bußer Pressesprecher und Abteilungsleiter für Öffentlichkeitsarbeit und Marketing bei der Landesentwicklungsgesellschaft Thüringen. Anschließend war Bußer bis August 2010 Pressesprecher und Referatsleiter Presse- und Öffentlichkeitsarbeit des Hessischen Ministeriums des Innern und für Sport sowie stellvertretender Leiter des Ministerbüros.
Am 31. August 2010 wurde er als Nachfolger von Dirk Metz Staatssekretär und Sprecher der Hessischen Landesregierung im Kabinett Bouffier I. Dieses Amt hatte er auch in den Kabinetten Bouffier II und Bouffier III inne. Nach dem Rücktritt von Ministerpräsident Volker Bouffier am 31. Mai 2022 legte auch Bußer sein Amt nieder. Er ist seit 1979 Mitglied der CDU.
Seit Mai 2023 ist Bußer als Senior Advisor bei der Politikberatungsagentur Creategy tätig.
Bußer ist römisch-katholisch, verheiratet und hat ein Kind. Er wohnt im Seligenstädter Stadtteil Froschhausen. In seiner Jugend war Bußer Fußballer in der A- und B-Jugend bei Kickers Offenbach. Er spielte im Mittelfeld in einer Mannschaft mit Rudi Völler.